# NGC 4603
NGC 4603 és una galàxia espiral situada a uns 107 milions d'anys llum de distància a la constel·lació de Centaure. És membre del cúmul de galàxies de Centaure, i pertany a la secció designada "Cen30". La classificació morfològica és SA(s)c, que indica que és una galàxia espiral pura amb braços relativament fluixos.
Durant el 1999, aquesta galàxia va ser objecte d'un estudi estès amb el Telescopi Espacial Hubble per localitzar estrelles variables cefeides. S'hi van trobar un total de 43 ± 7, i la mesura de la seva periodicitat va donar una estimació de distància neta de (33,3+1,7
−1,5 Mpc) Això és coherent amb l'estimació de distància determinada mitjançant les mesures de redshift. A partir del moment d'aquest estudi, NGC 4603 era la galàxia més allunyada per a la qual s'havia realitzat una estimació de distància mitjançant la variable cefeida.
El 21 de maig de 2008, la supernova SN 2008cn es va descobrir en una posició 23.″2 al nord i 4.″7 a l'est del centre de les galàxies. Es va determinar que era una supernova tipus II-P d'alta lluminositat, amb un progenitor identificat provisionalment com a supergegant vermell amb 15 ± 2 masses solars. Basat en el seu color groguenc, pot haver estat membre d'un sistema estelar binari.